# American Le Mans Series 2007
American Le Mans Series 2007 kördes över 12 omgångar.

## LMP1

### Delsegrare
| Bana          | Vinnare                                 | Märke |
| ------------- | --------------------------------------- | ----- |
| Sebring       | Marco Werner Emanuele Pirro Frank Biela | Audi  |
| St Petersburg | Rinaldo Capello Allan McNish            | Audi  |
| Long Beach    | Rinaldo Capello Allan McNish            | Audi  |
| Houston       | Rinaldo Capello Allan McNish            | Audi  |
| Miller        | Rinaldo Capello Allan McNish            | Audi  |
| Lime Rock     | Rinaldo Capello Allan McNish            | Audi  |
| Mid-Ohio      | Marco Werner Emanuele Pirro             | Audi  |
| Road America  | Rinaldo Capello Allan McNish            | Audi  |
| Mosport Park  | Rinaldo Capello Allan McNish            | Audi  |
| Detroit       | Marco Werner Emanuele Pirro             | Audi  |
| Road Atlanta  | Rinaldo Capello Allan McNish            | Audi  |
| Laguna Seca   | Rinaldo Capello Allan McNish            | Audi  |

### Slutställning
| Plats | Förare                       | Märke    | Poäng |
| ----- | ---------------------------- | -------- | ----- |
| 1     | Rinaldo Capello Allan McNish | Audi     | 246   |
| 2     | Marco Werner                 | Audi     | 210   |
| 3     | Emanuele Pirro               | Audi     | 175   |
| 4     | Clint Field                  | Creation | 95    |
| 5     | Chris McMurry                | Creation | 89    |
| 6     | Jon Field                    | Creation | 82    |

## LMP2

### Delsegrare
| Bana          | Vinnare                                  | Märke   |
| ------------- | ---------------------------------------- | ------- |
| Sebring       | Bryan Herta Tony Kanaan Dario Franchitti | Acura   |
| St Petersburg | Ryan Briscoe Sascha Maassen              | Porsche |
| Long Beach    | Romain Dumas Timo Bernhard               | Porsche |
| Houston       | Romain Dumas Timo Bernhard               | Porsche |
| Miller        | Ryan Briscoe Sascha Maassen              | Porsche |
| Lime Rock     | Ryan Briscoe Sascha Maassen              | Porsche |
| Mid-Ohio      | Romain Dumas Timo Bernhard               | Porsche |
| Road America  | Romain Dumas Timo Bernhard               | Porsche |
| Mosport Park  | Romain Dumas Timo Bernhard               | Porsche |
| Detroit       | Romain Dumas Timo Bernhard               | Porsche |
| Road Atlanta  | Romain Dumas Timo Bernhard Patrick Long  | Porsche |
| Laguna Seca   | Romain Dumas Timo Bernhard               | Porsche |

### Slutställning
| Plats | Förare                         | Märke   | Poäng |
| ----- | ------------------------------ | ------- | ----- |
| 1     | Romain Dumas Timo Bernhard     | Porsche | 239   |
| 2     | Ryan Briscoe Sascha Maassen    | Porsche | 186   |
| 3     | Andy Wallace Butch Leitzinger  | Porsche | 128   |
| 4     | Chris Dyson Guy Smith          | Porsche | 124   |
| 5     | David Brabham Stefan Johansson | Acura   | 115   |
| 6     | Adrián Fernández Luis Díaz     | Acura   | 102   |

## GT1

### Delsegrare
| Bana          | Vinnare                                | Märke     |
| ------------- | -------------------------------------- | --------- |
| Sebring       | Olivier Beretta Oliver Gavin Max Papis | Chevrolet |
| St Petersburg | Olivier Beretta Oliver Gavin           | Chevrolet |
| Long Beach    | Olivier Beretta Oliver Gavin           | Chevrolet |
| Houston       | Jan Magnussen Johnny O'Connell         | Chevrolet |
| Miller        | Olivier Beretta Oliver Gavin           | Chevrolet |
| Lime Rock     | Olivier Beretta Oliver Gavin           | Chevrolet |
| Mid-Ohio      | Olivier Beretta Oliver Gavin           | Chevrolet |
| Road America  | Olivier Beretta Oliver Gavin           | Chevrolet |
| Mosport Park  | Jan Magnussen Johnny O'Connell         | Chevrolet |
| Detroit       | Jan Magnussen Johnny O'Connell         | Chevrolet |
| Road Atlanta  | Olivier Beretta Oliver Gavin Max Papis | Chevrolet |
| Laguna Seca   | Olivier Beretta Oliver Gavin           | Chevrolet |

### Slutställning
| Plats | Förare                         | Märke     | Poäng |
| ----- | ------------------------------ | --------- | ----- |
| 1     | Olivier Beretta Oliver Gavin   | Chevrolet | 246   |
| 2     | Jan Magnussen Johnny O'Connell | Chevrolet | 184   |
| 3     | Max Papis                      | Chevrolet | 52    |
| 4     | Didier Theys Fredy Lienhard    | Maserati  | 38    |
| 5     | Ron Fellows                    | Chevrolet | 35    |
| 6     | Andrea Bertolini               | Maserati  | 22    |

## GT2

### Delsegrare
| Bana          | Vinnare                                          | Märke   |
| ------------- | ------------------------------------------------ | ------- |
| Sebring       | Mika Salo Jaime Melo Johnny Mowlem               | Ferrari |
| St Petersburg | Mika Salo Jaime Melo                             | Ferrari |
| Long Beach    | Mika Salo Jaime Melo                             | Ferrari |
| Houston       | Mika Salo Jaime Melo                             | Ferrari |
| Miller        | Tomáš Enge Darren Turner                         | Ferrari |
| Lime Rock     | Jörg Bergmeister Johannes van Overbeek           | Porsche |
| Mid-Ohio      | Jörg Bergmeister Johannes van Overbeek           | Porsche |
| Road America  | Mika Salo Jaime Melo                             | Ferrari |
| Mosport Park  | Mika Salo Jaime Melo                             | Ferrari |
| Detroit       | Mika Salo Jaime Melo                             | Ferrari |
| Road Atlanta  | Jörg Bergmeister Johannes van Overbeek Marc Lieb | Porsche |
| Laguna Seca   | Mika Salo Jaime Melo                             | Ferrari |

### Slutställning
| Plats | Förare                                 | Märke   | Poäng |
| ----- | -------------------------------------- | ------- | ----- |
| 1     | Mika Salo Jaime Melo                   | Ferrari | 202   |
| 2     | Jörg Bergmeister Johannes van Overbeek | Porsche | 170   |
| 3     | Wolf Henzler                           | Porsche | 126   |
| 4     | Tom Milner Jr. Ralf Kelleners          | Porsche | 107   |
| 5     | Dominik Farnbacher                     | Porsche | 91    |
| 6     | Darren Law                             | Porsche | 86    |